# Stachys agraria
Stachys agraria là một loài thực vật có hoa trong họ Hoa môi. Loài này được Schltdl. & Cham. miêu tả khoa học đầu tiên năm 1830.